# Blennidus sciakyi
Blennidus sciakyi là một loài bọ chân chạy thuộc phân họ Pterostichinae. Loài này được Straneo mô tả năm 1991.